# Llibre dels Jubileus
El Llibre dels Jubileus, també anomenat Gènesi petit, i Testament de Moisès, és un text apòcrif o dels pseudo-epígrafs escrit entorn de l'any 100 aC. Entre els Manuscrits de la mar Morta, descoberts l'any 1947 a Qumran s'hi han trobat 14 fragments hebreus de diverses còpies d'aquest llibre. Anteriorment es coneixien manuscrits en idioma Gueez procedents dels Beta Israel, un d'ells complet, i fragments en siríac, grec i llatí.

## Data de redacció
Segons James Vander Kam, el Llibre dels Jubileus fou escrit en idioma hebreu, per un precursor dels essenis, i altres autors, ja que estableix que una part fou escrita a finals del segle iii aC o inicis del segle ii aC, una altra part cap al 166 aC, i la seva redacció i edició final entre el 140 aC i 104 aC. Rowley proposa per la redacció final l'any 130 aC època de la primera ocupació a Qumram.

## Objectiu
El mateix títol original del llibre suggereix l'objectiu, defensar un calendari antic, diferent al que fou adoptat pel judaisme oficial i en particular pels fariseus. Així, en contra del calendari oficial, estableix la data per Xavuot el primer diumenge després de la Pasqua, disposant d'un dia fix a la setmana, contrari al calendari jueu oficial del segle i aC i segle i, a on la Pasqua canvia de dia de la setmana cada any.

## Anàlisi
Els essenis de Qumran, com l'oposició a Galilea i els zelotes de Masada, remarcaren la seva resistència, celebrant les festes religioses amb el calendari del Llibre dels Jubileus, que era l'antic calendari hebreu.
Els analistes s'han adonat que Jesús celebrà l'Ultim Sopar de la Pasqua, segons el calendari del Llibre dels Jubileus, un dimarts a la nit segons el punt de vista cristià o l'inici del dimecres segons el punt de vista jueu i no un dijous com diu la tradició. Posteriorment Jesús fou crucificat un dimecres o potser un dijous o divendres, en la nit en què se celebrava la Pasqua oficial del calendari "fariseu" (grec d'origen babiloni).
Les discussions pel calendari no eren alienes de les qüestions més candents de l'època, sinó que simbolitzaven el debat sobre el seguiment a la voluntat de Déu en la vida social i política. Així, el Llibre dels Jubileus no es limita a proclamar un calendari, sinó que obertament ataca a la monarquia i diu (11:2) que la corrupció dels descendents de Noè es feia evident perquè propiciaren el domini d'un home sobre els altres, establiren la monarquia i feren la guerra d'una nació contra l'altra. El llibre gira a l'entorn del Jubileu, institució econòmica que expressa l'amor mutu que Déu desitge entre el poble, i afirma (23:21) que qui és mogut per la riquesa i l'avarícia no invoca a Déu amb veritat.

## Influència
És clara la influència del Llibre dels Jubileus en la Comunitat de Qumrán, que explícitament adoptà el seu calendari i el cita en diversos dels més importants Manuscrits de la mar Morta, entre ells destaca el Document de Damasc. També el Llibre d'Henoc segueix el mateix calendari. Posteriorment els caraites de l'edat mitjana consideraren inspirat aquest llibre i seguiren el seu calendari.